# Oh Jae-Seok
Oh Jae-Seok, född den 4 januari 1990 i Uijeongbu, Sydkorea, är en sydkoreansk fotbollsspelare som tog OS-brons i herrfotbollsturneringen vid de olympiska fotbollsturneringarna 2012 i London. 